# Croatia Open Umag 2022
Croatia Open Umag 2022, oficiálním sponzorským názvem Plava Laguna Croatia Open Umag 2022, byl tenisový turnaj pořádaný jako součást mužského okruhu ATP Tour, který se hrál na otevřených antukových dvorcích Mezinárodního tenisového centra Stella Maris. Probíhal mezi 25. až 31. červencem 2022 v chorvatském Umagu jako třicátý druhý ročník turnaje. 
Turnaj s rozpočtem 597 500 eur patřil do kategorie ATP Tour 250. Nejvýše nasazeným hráčem ve dvouhře se stal šestý tenista světa a obhájce trofeje Carlos Alcaraz ze Španělska, který prohrál ve finále. Jako poslední přímý účastník do singlové soutěže nastoupil 120. hráč žebříčku Pedro Cachín z Argentiny.
Šestý singlový titul na okruhu ATP Tour vybojoval 20letý Ital Jannik Sinner. Čtyřhřu ovládli jeho krajané Simone Bolelli s Fabianem Fogninim, kteří získali pátou společnou trofej. Ve finále odvrátili osm mečbolů, z toho šest v tiebreaku druhé sady, v němž prohrávali již 0–6.

## Rozdělení bodů a finančních odměn

### Rozdělení bodů
| Soutěž       | Soutěž | vítězové | finalisté | semifinalisté | čtvrtfinalisté | 16 v kole | 32 v kole | Q  | Q2 | Q1 |
| ------------ | ------ | -------- | --------- | ------------- | -------------- | --------- | --------- | -- | -- | -- |
| dvouhra mužů | [ 1 ]  | 250      | 150       | 90            | 45             | 20        | 0         | 12 | 6  | 0  |
| čtyřhra mužů | [ 5 ]  | 250      | 150       | 90            | 45             | 0         | —         | —  | —  | —  |

### Finanční odměny
| Soutěž                                | Soutěž      | vítězové | finalisté | semifinalisté | čtvrtfinalisté | 16 v kole | 32 v kole | Q2      | Q1      |
| ------------------------------------- | ----------- | -------- | --------- | ------------- | -------------- | --------- | --------- | ------- | ------- |
| dvouhra mužů                          | [ 1 ] [ 6 ] | 81 310 € | 47 430 €  | 27 885 €      | 16 160 €       | 9 380 €   | 5 730 €   | 2 870 € | 1 565 € |
| čtyřhra mužů                          | [ 5 ]       | 28 250 € | 15 110 €  | 8 860 €       | 4 950 €        | 2 920 €   | —         | —       | —       |
| částka ve čtyřhrách je uvedena na pár |             |          |           |               |                |           |           |         |         |

## Mužská dvouhra

### Nasazení
| Stát                             | Hráč            | ATP | Nasazení |
| -------------------------------- | --------------- | --- | -------- |
| Španělsko                        | Carlos Alcaraz  | 6.  | 1.       |
| Itálie                           | Jannik Sinner   | 10. | 2.       |
| Dánsko                           | Holger Rune     | 27. | 3.       |
| Argentina                        | Sebastián Báez  | 32. | 4.       |
| Slovensko                        | Alex Molčan     | 48. | 5.       |
| Německo                          | Daniel Altmaier | 56. | 6.       |
| Itálie                           | Fabio Fognini   | 61. | 7.       |
| Itálie                           | Lorenzo Musetti | 62. | 8.       |
| Žebříček ATP k 18. červenci 2022 |                 |     |          |

### Jiné formy účasti
Následující hráči obdrželi divokou kartu do hlavní soutěže:
- Duje Ajduković
- Mili Poljičak
- Dino Prižmić

Následující hráč nastoupil pod žebříčkovou ochranou:
- Aljaž Bedene

Následující hráči postoupili z kvalifikace:
- Franco Agamenone
- Marco Cecchinato
- Corentin Moutet
- Giulio Zeppieri

Následující hráč postoupil z kvalifikace jako šťastný poražený:
- Norbert Gombos

### Odhlášení
před zahájením turnaje
- Nikoloz Basilašvili → nahradil jej  Bernabé Zapata Miralles
- Francisco Cerúndolo → nahradil jej  Daniel Elahi Galán
- Filip Krajinović → nahradil jej  Facundo Bagnis
- Jiří Veselý → nahradil jej  Norbert Gombos

## Mužská čtyřhra

### Nasazení
| Stát                                                                        | Hráč            | Stát      | Hráč                 | ATP | Nasazení |
| --------------------------------------------------------------------------- | --------------- | --------- | -------------------- | --- | -------- |
| Itálie                                                                      | Simone Bolelli  | Itálie    | Fabio Fognini        | 60. | 1.       |
| Brazílie                                                                    | Rafael Matos    | Španělsko | David Vega Hernández | 71. | 2.       |
| Spojené království                                                          | Lloyd Glasspool | Finsko    | Harri Heliövaara     | 78. | 3.       |
| Kazachstán                                                                  | Andrej Golubjev | Argentina | Máximo González      | 89. | 4.       |
| Žebříček ATP k 18. červenci 2022; číslo je součtem umístění obou členů páru |                 |           |                      |     |          |

### Jiné formy účasti
Následující páry obdržely divokou kartu do hlavní soutěže:
- Duje Ajduković /  Frane Ninčević
- Admir Kalender /  Mili Poljičak

### Odhlášení
před zahájením turnaje
- Aljaž Bedene /  Jiří Veselý → nahradili je  Sander Arends /  David Pel

## Přehled finále

### Mužská dvouhra
- Jannik Sinner vs.  Carlos Alcaraz, 6–7(5–7), 6–1, 6–1

### Mužská čtyřhra
- Simone Bolelli /  Fabio Fognini vs.  Lloyd Glasspool /  Harri Heliövaara, 5–7, 7–6(8–6), [10–7]